# Tvkコミュニケーションズ
株式会社tvkコミュニケーションズ（tvk communications co.,Ltd.）は、神奈川県横浜市横浜市西区本社を置くtvkの子会社。元・代表取締役社長は関佳史、元・相談役は山﨑行雄（元・tvk代表取締役社長）。TVKエンタープライズ、ミューコム、TVKサービス、tvkエコライフシステムのtvk子会社4社が2007年（平成19年）8月1日に合併して設立。2015年（平成27年）3月末に社内カンパニー制が廃止され、同社の各事業部に再編された。

## 沿革
- 1974年（昭和49年）
  - 5月28日 - 株式会社TVK音楽出版設立。
  - 9月10日 - 株式会社TVKエンタープライズ設立。
- 1983年（昭和58年）2月1日　- 株式会社TVKサービス設立。
- 2001年（平成13年）6月 - TVK音楽出版、株式会社ミューコムに社名変更。
- 2003年（平成15年）6月12日  - tvkエコライフシステム株式会社設立。
- 2007年（平成19年）8月1日 - TVKエンタープライズ、ミューコム、TVKサービス、tvkエコライフシステムが合併、株式会社tvkコミュニケーションズ設立。
- 2015年（平成27年）3月31日  - 上記4社の社内カンパニー制が廃止され、同社の各事業部に再編された。

## 業務内容
- 営業部・制作部・メディア事業部（旧・エンタープライズカンパニー）
  - テレビ番組・CM・各種ビデオ等の企画・制作
  - インターネットコンテンツの制作配信、動画配信サイト「tvk-BB」の運営
  - 広告代理店業務、街頭ビジョン「みなとみらいスクリーンネット」取扱業務
  - 舞台・照明技術管理業務、イベント運営業務
  - 損害保険代理業務、AV機器販売業務
- エンタテイメント事業部（旧・サービスカンパニー）
  - テレビ番組の制作・企画・運営
  - 労働者派遣業務
  - 広告代理業務
  - スポーツ興行・各種イベントの企画、運営、実施
  - プレイガイド「tvkチケットカウンター」の運営・チケット発券業務
  - 海外留学事業「tvk国際交流委員会」の運営
  - 損害保険代理業
  - 情報システム・通信ネットワークの企画、設計、運用、Webサイト制作業務
- 営業部・制作部（旧・ミューコムカンパニー）
  - 音楽著作権の取得・利用・紹介・普及・管理
  - 楽譜・音楽関係図書の出版・販売、レコード・音楽録画物の制作、販売
  - 放送番組・CMの制作、音楽事業・催事の企画・制作
- 事業部（旧・エコライフカンパニー）
  - 太陽光発電システム、風力発電システム等の企画、設計、販売
  - 不動産事業、ハウジング事業全般
  - 放送番組の制作・販売、出版物の製作
  - 広告代理店業務
  - 店舗の管理、運営
  - 飲食業

再編時に一部の重複する事業は廃止された。各事業部の所在は基本的に当社内であり、横浜メディアビジネスセンター（YMBC）に置かれている。

## 注脚
1. 1 2  Kannai Hall JVPlay & music ~ enjoy the extravagant dream time!Rainbow color concert （レインボーカラーコンサート　2016年（平成28年）） （英語）